# 新納忠澄
新納 忠澄（にいろ ただずみ）は、戦国時代の武士。新納是久の孫にあたる。

## 略歴
新納氏庶流・新納友義の子として誕生。
出家して漁隠と号す。叔母にあたる常盤の願いで、常盤の子の菊三郎（後の島津忠良）に仏教・儒学・政治学を教える。また志布志の新納本家が離散すると、同じく庶流で甥にあたる祐久を忠良に引き合わせる。この祐久の子が後の忠元である。